# サムットプラカーン被曝事故
サムットプラカーン被曝事故（サムットプラカーンひばくじこ）は、2000年1月から2月にかけてタイのサムットプラカーン県で発生した原子力事故である。
この事故は、無許可で保管されていたコバルト60の放射線源が、金属スクラップ回収業者によって集められ、スクラップ置き場の作業員とともに容器を解体したときに発生した。彼らや周りの人々が知らず知らずのうちに電離放射線に被曝した。その後数週間にわたり、被曝した人々は放射線症候群の症状を見せ、最終的には医師の診察を受けることになった。最初の被曝から17日後、タイの原子力規制機関である原子力エネルギー平和利用事務局（OAEP）は、放射線障害を疑う医師が現れたことを知った。OAEPは緊急対応チームを派遣し、15.7テラベクレル (420 Ci)の放射能を持つと推定される放射線源の所在を突き止めて封じ込めを行い、最終的に所有者を特定した。調査の結果、放射線源の安全な保管が確保されていなかったことが事故の根本原因であることが判明した。10人が放射線障害で入院、うち3人が死亡し、1,872人が被曝した可能性がある。

## 背景

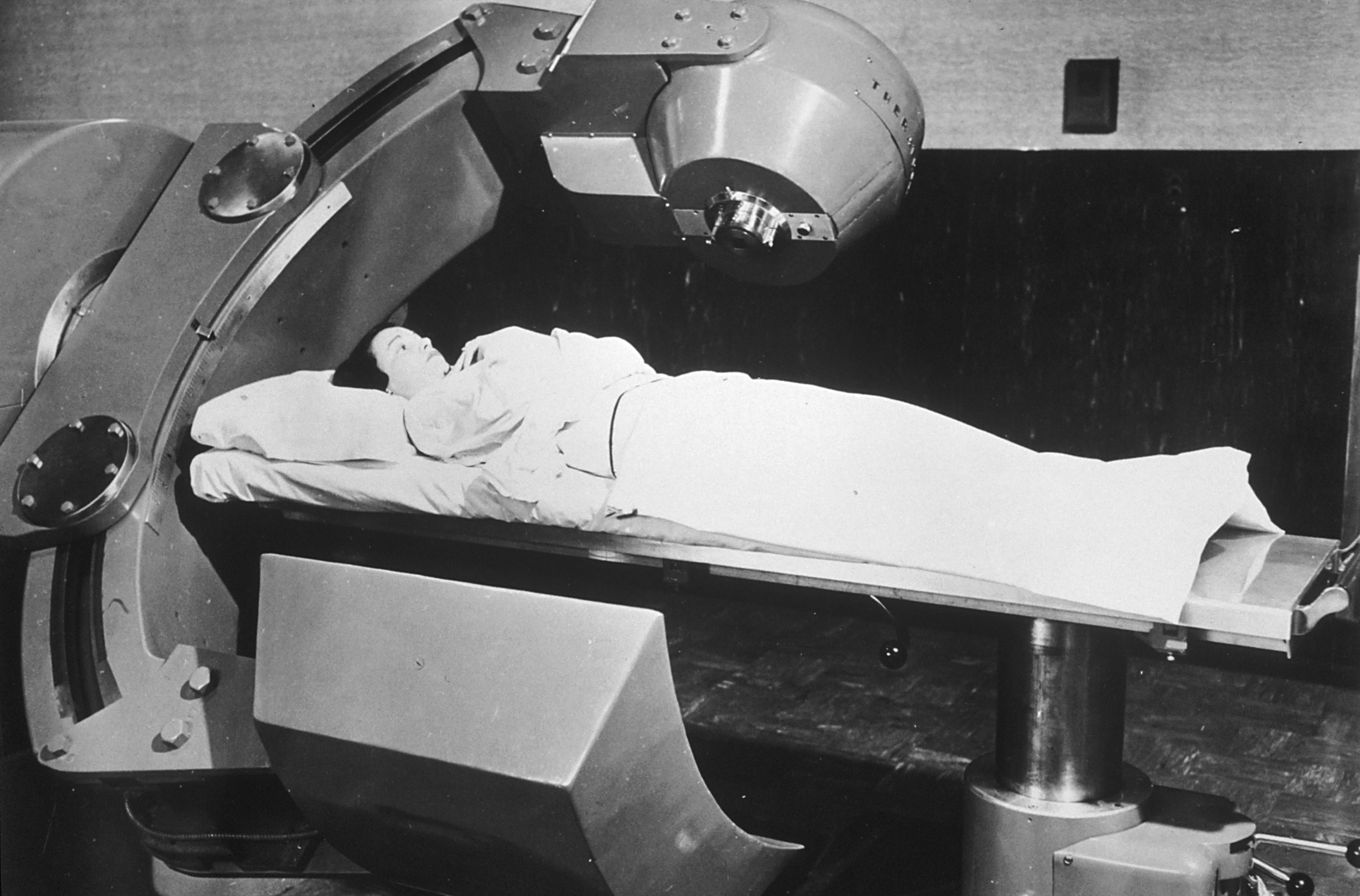
コバルト60は放射線治療の放射線源として使用される。

コバルト60(60Co)は、コバルトの合成放射性同位元素の一種で、半減期は5.27年、透過力が強いガンマ線を放出する。病院での放射線治療や器具の滅菌のための放射線源として一般的に使用されているほか、工業用にも使用されている。サムットプラカーンの事故で使用されたのは、1969年にタイに輸入されたシーメンス社製の回転式ガンマトロン3型遠隔治療装置であった 。バンコクのラマティボディ病院に設置された。放射線源は1981年に交換されたもので、初期の放射能は196 TBq (5,300 Ci)であった。2000年の事故当時、その放射能は15.7TBq（420Ci）まで減衰していたと推定されている。
タイにおける放射性同位元素と核物質の輸出入、保有、使用の許可は、タイ原子力平和利用委員会（Atomic Energy Commission for Peace）とその実務機関である原子力平和利用事務局（Office of Atoms for Peace、旧称Office of Atomic Energy for Peace、OAEP）によって管理されている。原則的には、許認可プロセスには年1回の安全検査が含まれるが、人員と資源の不足により、このような検査は必ずしも適切に実施されず、規制・管理プロトコルが厳格に実施されることもなかった。
同病院は1994年に放射線治療装置を撤去し、タイの代理店Kamol Sukosol Electric Company (KSE)を通じてノルディオン社から新しい装置を購入した。古い装置とその60Co線源は、元のドイツの製造元であるシーメンス社に返却することも、元の製造元ではないカナダの供給元であるノルディオン社に下取りしてもらうこともできなかった。その結果、同病院は古い装置をKSEに売却した。病院もKSEも、OAEPにこの譲渡を知らせなかった。1996年、OAEPの検査により、1988年に1台の保管のために認可されたKSEの倉庫には、認可を受けていない装置が3台あることが判明した。
KSEの倉庫のリースは1999年に終了した。KSEはその後、認可された装置を返却し、未認可の3台の装置は親会社が所有するバンコクのプラウェット地区にある未使用の駐車場に移した。その駐車場はフェンスで囲まれていたが、フェンスは破られ、近隣の住民が定期的に空き地に入ってサッカーをしていた。KSEはOAEPに対し、認可された装置の譲渡を通知したが、他の3台については言及せず、身元不明線源のままであった。

## 事故

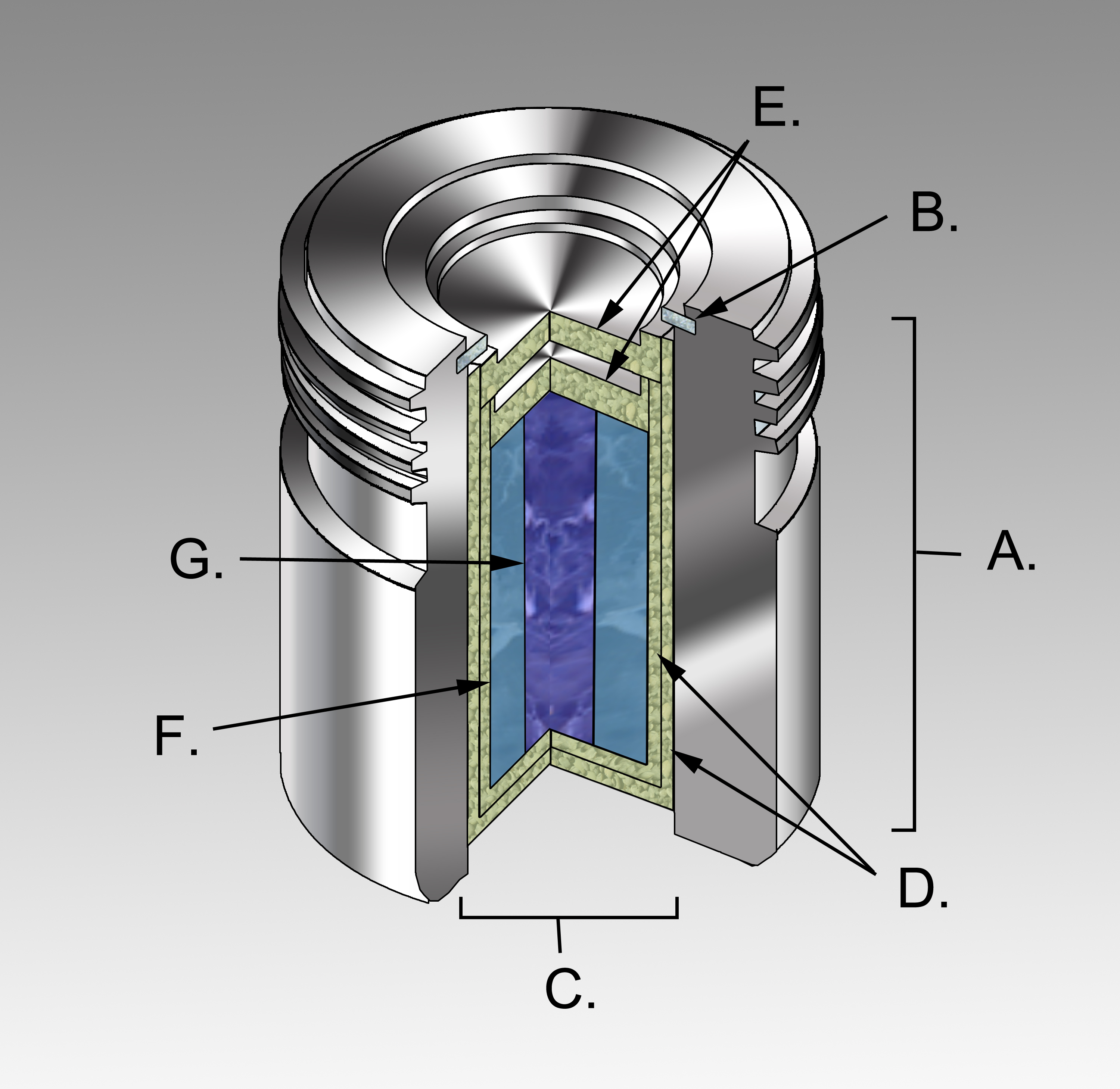
一般的な遠隔治療用線源ユニットの図。放射性物質（G）は保護用の金属製キャニスターの中に埋め込まれている。

2000年1月24日、放射線治療装置の放射線源を含む部分が、2人のスクラップ回収業者によって持ち去られた（彼らは転売用の金属くずとして見知らぬ人から買ったと主張した）。彼らはそれを家に持ち帰った。2月1日、2人は別の2人の仲間とともに、放射線引出しである金属部分（97キログラム、42×20センチの鉛の円筒で、ステンレス製のケースに収められている）の解体を試みた。ハンマーとノミを使ったが、溶接の継ぎ目にヒビが入っただけだった。その後、2人の男がその金属部品を他のスクラップとともに、サムットプラカーン県プラプラデーン郡のソイ・ワット・マハウォンにあるスクラップ工場に運んだ。そこで彼らは、スクラップ置き場の作業員にアセチレントーチを使ってシリンダーを切り開くよう頼んだ。シリンダーが切り開かれると、線源カプセルを保持していた2つの小さな円筒形の金属部品が落ちた。作業員はこの2つの金属部品を回収してスクラップ置き場に保管したが、線源カプセルの存在には気づかなかった。鉛シリンダーはスクラップ回収業者に返却され、解体作業が完了した。
その日、シリンダーを開けたときに居合わせた4人（スクラップ回収業者2人とスクラップ置き場の従業員2人）は体調を崩し始め、頭痛、吐き気、嘔吐を起こした。スクラップ回収業者は鉛シリンダーを分解することに成功し、翌日スクラップ置き場で売るために部品を持ち帰った。スクラップ置き場の従業員たちは翌週も体調を崩し、2月12日、スクラップ場のオーナーは金属部品が病気の原因だと考え、スクラップ回収業者に別の場所に運ぶよう依頼し、2つの小さな金属部品を捨てさせた。
2月中旬には、関係者の症状は悪化していた。火傷、手の腫れ、下痢、発熱、脱毛などである。スクラップ回収業者の1人は2月15日にサムットプラカーン病院に行き、翌日入院した。スクラップ場の従業員2人も2月16日と17日に入院した。スクラップ置き場の主人の夫は鼻出血のため2月17日にバンコク総合病院に入院した。スクラップ置き場の主人、その母親、メイド（全員スクラップ置き場の向かいに住んでおり、時々出入りしていた）も体調を崩し始めた。スクラップ置き場でよく見かけた野良犬が死んだ。
サムットプラカーン病院の患者のうち2人は外科病棟に、もう1人は内科病棟に入院していた。全員に吐き気と嘔吐が見られ、うち2人には白血球減少（白血球数の低下）が見られた。2月18日に症例を検討した医師たちは、彼らの症状が放射線被曝によるものである可能性が高いことに気づき、OAEPに通報した。

## 事故対応
連絡を受けたOAEPは2人の職員を調査に派遣し、2月18日正午過ぎに病院で医師と患者に会った。スクラップ置き場の所有者から事情を聞いた後、当初放射線源と疑われた円筒形の金属部品を探したが、放射性物質は検出されなかった。その後、夕方遅く、彼らはスクラップ置き場に向かったが近づくと放射線量が異常に高いことに気づいた。スクラップヤードの入り口で、彼らは等価線量毎時1ミリシーベルト（mSv/h）の放射線を測定し、追加支援を要請することにした。
この事態を重大な放射線事故と認識したOAEPは、地元の公衆衛生当局や民間防衛当局と協力して、緊急対応チームを組織し、事態の管理にあたった。汚染調査と放射線量調査を行った結果、汚染はなかったが、放射線源の近くでは線量率が10Sv/hと高く、放射線源が何であるかを特定するために近づくことができなかった。線源を特定するための調査は夜通し続けられた。スクラップ置き場とその近辺は封鎖されたが、避難は不要と判断された。
回収作業は、計画とリハーサルを経て、翌日（2000年2月19日）の午後から始まった。ショベルカーでスクラップ置き場への道を確保し、作業員を放射線から遮蔽するための鉛の壁を設置した。線源の近くにある金属片は、大きなものは把持具を使って、小さなものは5-メートル (16 ft)の竹の棒に取り付けた即席の電磁石を使って、一つずつ取り除かれた。最終的に線源の正確な位置を特定するために蛍光スクリーンが使用されたが、月明かりが雲に覆われて十分に弱まるのを待たなければならなかった。線源カプセルは真夜中過ぎにようやく回収され、遮蔽された容器に入れられた。それはin situガンマ線スペクトロスコピーによって60Coと同定され、推定放射能は15.7テラベクレル (420 Ci)であった。
60Co線源はOAEP本部に保管するため移送された。その後の調査で、スクラップ置き場の放射線量は通常のバックグラウンドレベルに戻ったことが判明した。同じ頃、OAEPは駐車場にあった3台の遠隔治療装置について報告を受け、別の調査チームがそのうちの1台の引出し部分が紛失していることを発見した。これが線源の出どころであることが確認され、3台の装置は2月21日に一時保管のために撤去された。
OAEPはこの事故を国際原子力機関（IAEA）に報告し、IAEAは2月26日に専門家チームを派遣し、事態の管理と負傷者の治療を支援した。

## 人的被害
スクラップ回収業者4人、スクラップ置き場の従業員2人、スクラップ置き場の主人、その夫、母親、メイドの計10人が放射線障害で入院した。このうち、4人（スクラップ場の従業員）は6グレイ（Gy）以上の放射線量を受けたと推定される。すべての患者は最終的にラジャビティ病院に移送され、入院治療を受けた。1人を除くすべての患者が無顆粒球症または二血球減少（白血球および／または血小板の減少）を発症した。何人かは火傷を負い、1人（最初のスクラップ回収者）は指を切断しなければならなかった。3人の患者（スクラップ置き場の作業員2人と所有者の夫）は、最終的に、制御不能の感染症と敗血症で死亡した。3人全員が被曝後2ヵ月以内に死亡した。
これらの死傷者に加え、スクラップ置き場から100メートル (330 ft)以内に住む1,872人が、さまざまなレベルの電離放射線を浴びた可能性がある。人々の半数近くに健康診断と血液検査が行われ、医師の診察が行われた。放射線源の回収作業を行ったOAEPの職員が受けた放射線量は、個々の熱ルミネッセンス線量計で測定した結果、32 mSvを超えることはなかった。

## 世間の反応と余波

この放射能標識は線源容器を扱う者に認識されなかったため、事故を防ぐことはできなかった。

この事故は大きく報道された。保管が不十分だった放射線源の出所はKSEであると突き止められ、KSEは許可なく放射性物質を所持していたとして起訴され、15,000バーツ（2015年では約450米ドル）の罰金を科された。非政府利益団体EnLAW（Environmental Litigation and Advocacy for the Wants）はその後、被害者を代表してKSEを、またOAEPを相手取って行政裁判所に集団訴訟を起こした。行政裁判所はその後、2003年に原告を支持する判決を下し、OAEPに対して返還金として522万2301バーツ（15万5000ドル）の支払いを命じた。KSEは民事裁判所から合計640,246バーツ（19,000ドル）の支払いを命じられた。
事故に関するメディアの報道では、何人かの記者が緊急対応チームの活動に対して否定的なコメントを寄せ、「（放射線障害の）問題を真剣に受け止めていない」と記し、プロフェッショナルではなく訓練が不足していると捉えた。BBCは、「職員が棒を使い、木綿の園芸用手袋と布製のマスクをして、放射性廃棄物をスクラップの山から探している」と伝えた 。IAEAは報告書の中でチームを擁護し、「高放射線エリアへの対処と既知の汚染の制御の専門知識を持つ経験豊富な職員」が含まれていたこと、「線源の迅速な回収を達成するために画期的な手段を用いた」ことを指摘した。また、対応チームの一部のメンバーが着用していた鉛製のエプロンは、電離放射線に対する適切な防護を提供しないため、この状況での使用には適切ではなかったとコメントした。
情報や教育が限られている中で事故に対する市民の関心が高まるにつれ、放射線の危険性についての誤解が生まれた。仏教寺院付近の住民は、OAEPの安全保証にもかかわらず、遺体が放射能を撒き散らす可能性があると考え、犠牲者の1人の火葬を妨害し、抗議した。
IAEAの報告書は、事故の主な要因として、放射線源の廃棄が困難であったこと、OAEPの管理能力が限られていたこと、OAEPの承認を得ずに使用されなくなった線源を移動させたこと、安全でない場所に線源を移動させたこと、わかりやすい警告がなかったこと、装置を解体したことを挙げている。 Australasian Physical & Engineering Sciences in Medicine誌に掲載された論文では、「最も深刻な不作為は、医療装置ユーザーが（中略）OAEPに通知することなく、使用されなくなった装置を医療代理店に返却したときに発生した」とし、その安全でない保管が「盗難を招いた」とコメントしている。同報告書は、すべての重要な放射性線源の安全な返却と検証された処分のための規定の策定を求め、次のように述べた： 「国家登録と規制遵守の法的強制を通じて線源の管理責任を維持することにより、身元不明線源の規制問題に対処するための国家的行動が必要である」。

事故後作成されたISO 21482シンボル。

この事故は、他の類似の出来事とともに、IAEAに警告シンボルとしての放射能標識の有効性を再評価するよう強く促した。同標識は遠隔治療装置ヘッドに表示されていたが、装置を扱う者は誰もその意味を知らず、タイ語で書かれた警告文もなかった。IAEAは国際標準化機構（ISO）と共同で、大型の電離放射線源に対する直感的な警告となる新しいシンボルを開発した。この新しいシンボルは2007年にISO 21482として発行され、危険な線源を含む機器の内部部品にある三つ葉マークと一緒に表示し、人が知らずに分解するのを防ぐことを目的としている。
タイでは、このような事故の再発を防止するための本格的な取り組みが、事故後の数ヵ月間、具体化していなかった。労働運動家、労働組合、労働者は、独立した労働安全衛生機関の設立を求めてロビー活動を行っていた。社会批評家たちは、ケーダー玩具工場火災のようないくつかの災害と並んで、急速な工業化が招いた不十分な規制や問題に取り組む公的意志の欠如が、健康と環境の危険を増大させた結果がこの事故であると指摘した。
この事故の後、OAEPは2002年に原子力平和利用事務局(OAP)に改称された。
2008年にもタイで同様の事故が起きているが、死傷者は出ていない。2008年6月、アユタヤ県のスクラップ業者に売却された金属スクラップの中から、セシウム137の密封放射線源が発見された。この業者は三つ葉のシンボルに気づき、OAPに通報した。OAPは機器の出所を特定できなかった。8月、チャチュンサオ県にあるリサイクル工場は、金属スクラップの破片がゲート検出器のアラームを作動させたため、OAPに通報した。OAPは、金属片にラジウム226線源が含まれていることを発見し、それが避雷器での無許可使用に由来すると結論づけた。